# 约翰·古斯塔夫·爱马仕
约翰·古斯塔夫·爱马仕（德语：Johann Gustav Hermes，1846年6月20日- 1912年6月8日）是一位德国数学家。

## 生平
爱马仕出生于康尼斯堡，并在克奈普霍菲申文理中学（德语：Kneiphöfischen Gymnasium）就学，于1866年完成高中毕业考试。接受完中等教育后，他在1866至1870年间主要在康尼斯堡学习数学。在1870至1871年间，由于参与法国-普鲁士战争，他的学习被中断，但他最终于1872年12月14日完成学习并得到了数学硕士学位。1879年4月5日，通过一篇简化了形如2m+1的素数的线性方程组的单位根问题的论文，他得到了博士学位。
经过1873年在切尔尼亚霍夫斯克文理中学的一年实习，爱马仕在普鲁士康尼斯堡皇家孤儿院（德语：Königliches Waisenhaus zu Königsberg in Preußen）文理中学任教。1883年伊始，他是一名高年级的教师。1893年，他成为林根的格鲁尔吉亚努姆（德语：Georgianum）文理中学的一名教授。最终在1899年4月1日，他成为奥斯纳布吕克文理中学（现名为恩斯特·莫里茨·阿恩特文理中学）的教授兼主任。1906年12月31日，他因病请求从他的位置提前退休。爱马仕于1912年6月8日死于巴特恩豪森，并于12日被埋葬于奥斯纳布吕克。 

### 特殊成就
1894年，爱马仕经过长达十年的努力找到并写下了尺规作图正65537边形的步骤。他的手稿超过200页，现于哥廷根大学保存。
在他于1899年4月11日作为奥斯纳布吕克文理中学的主任的首次演讲中，他赞扬了同样是康尼斯堡居民的富有影响力的哲学家伊曼纽尔·康德的定言令式。他以一句话作为结语：“耐心是通往快乐的门。”（德语：Geduld ist die Pforte der Freude.）